# Jørgen Bo Madsen
Jørgen Bo Madsen er  kontorchef i Udviklings- og Forenklingsstyrelsen. I Internet kredse er han især kendt for at medvirke til pågribelse er de første hackere i Danmark i 1991. Dette skete medens han var systemadministrator hos UNI-C, Danmarks it-center for forskning og uddannelse. Efter hackersagen grundlægger Jørgen Bo Madsen Danish Computer Emergency Responce Team, DK-CERT.
Han bliver i 1997 headhuntet til TDC, hvor han bliver ansvarlig for it-sikkerhed. Derefter udvikler han sig gennem flere jobs til leder.